# Дванадесетте стола (филм, 1970)
„Дванадесетте стола“ (на английски: The Twelve Chairs) е американска кинокомедия от 1970 година на режисьора Мел Брукс, адаптация на едноименния роман на Илф и Петров.

## Сюжет
Внимание:  Текстът по-долу разкрива сюжета на произведението (или части от него)!
Иполит Матвеевич Воробянинов, бивш дворянин, живее и работи в малък окръжен град. Един ден той научава от умиращата си тъща Клавдия Ивановна тайната, че тя е скрила диамантите си в един от дванадесетте стола на мебелен комплект. Притежател на тази тайна става и местният свещеник отец Фьодор, който е дошъл да я изповяда. Свещеникът и Воробянинов се втурват да намерят стола със скъпоценни камъни и отиват в Старгород. Иполит Матвеевич спира при чистача Тихон, който живее в мазето на бившето имение на Воробянинов, и се среща със скитащия дребен мошеник Остап Бендер. Воробянинов разказва на Бендер история за ценностите и те решават да търсят заедно столовете. От Тихон спътниците научават, че един стол се намира в бившата къща на Воробянинов, която след революцията е превърната в старчески дом. Този стол е разкъсан на парчета от Иполит Матвеевич и отец Фьодор, които го купуват от нелюбезния домоуправител. В първия стол няма нищо. Бендер отива в жилищния отдел, където открива съдбата на останалите мебели. В същото време, представяйки се за служител, дава на отец Фьодор опис с мебелите на генерал Поляков.
Мебелите на Воробянинов се озовават в Музея на мебелите в Москва, но докато се крият в музея, седем стола са продадени под носа им на театър „Колумб“. След като изтърбушват четирите стола останали в Музея и не намират нищо там, а също и пропускат мъжа, който отнася един от столовете в неизвестна посока, Бендер и Воробянинов, който се представя за актьор, тръгват на турне с театъра. Преди представлението съучастниците успяват да отворят само един от наличните столове в театъра, след което Иполит Матвеевич трябва да излезе на сцената. Воробянинов играе посредствено, а опозорените спътници са изгонени. Сега те са на път за Ялта, където театърът отива на турне. Там Бендер и Воробянинов успяват да се договорят с театралния работник Савицки, който е готов да им извади още два стола за 20 рубли. За да събере необходимата сума, Иполит Матвеевич изобразява епилептичен припадък близо до паметника на Достоевски и събира пари от състрадателни минувачи. След като купуват столовете от Савицки, спътниците ги отварят, но уви там няма диаманти. Третият стол от театъра по това време се оказва продаден на финландски въжеходец, работещ на панаир извън града. При вида на стола в ръцете на въжеходеца, Иполит Матвеевич открива своята дарба да балансира на въже и пред публиката отнема стола от художника.
Попаднал на фалшива следа за съвсем различни столове, отец Фьодор отива в снежен Иркутск, където се опитва да купи столове от инженера Брунс. След като се проваля, свещеникът отива при инженера в Ялта, където успява да получи желаните столове. Ненамирайки нищо в тях, отец Фьодор се натъква на главните герои, които тичат с взетия от цирка стол. Отец Фьодор взема стола от спътниците си, изкачва се на една скала, изкормва стола, не намира бижута и гледа как Бендер и Воробянинов тръгват за Москва при последния, дванадесети стол.
Пристигайки в столицата, Остап и Иполит Матвеевич стигат до откриването на Московския клуб на железничарите, където ценният дванадесети стол стои в стаята за шах. След като предварително отключват един прозорец, спътниците се връщат в клуба през нощта. Там те научават историята как бижутата са открити в стола и с парите е построен точно този клуб. Разочаровани спътници се скитат из Москва, обсъждайки „как трябва да живеят“. Бендер казва на Иполит Матвеевич, че трябва да се разпръснат, защото полицията ги търси и в джоба им има само 3 копейки. Когато Остап си тръгва, Воробянинов започва да се преструва, че има епилептичен припадък. Бендер се връща и започва да разказва на всички, че тази болест е поразила великия писател Фьодор Достоевски, а събралите се наблизо граждани започват да хвърлят монети по мошениците от съжаление.

## Актьорски състав
| Актьор               | Роля                                                                                     |
| -------------------- | ---------------------------------------------------------------------------------------- |
| Рон Муди             | Иполит Матвеевич Воробянинов – бивш дворянин, търсещ съкровището на тъща си              |
| Франк Лангела        | Остап Бендер – дребен мошеник и съдружник на Воробянинов в неговото търсене на съкровище |
| Дом ДеЛуиз           | отец Фьодор Востриков – свещеник, който търси съкровище                                  |
| Мел Брукс            | Тихон – чистач                                                                           |
| Андреас Вуцинас      | Николай Сестрин – театрален режисьор                                                     |
| Влад Петрик          | Савицки – театрален работник                                                             |
| Дейвид Ландър        | инженер Брунс                                                                            |
| Даяна Коупланд       | мадам Брунс                                                                              |
| Хелън Гаро           | Клавдия Ивановна – тъщата на Воробьянинов                                                |
| Бранка Веселинович   | Наташа                                                                                   |
| Петър Баничевич      | милиционер                                                                               |
| Александър Стойкович | капитан Скрябин от милицията                                                             |

## Разлики с романа
- В романа, Остап Бендер получава информация за столовете на Воробянинов от архивиста Коробейников. Със същата цел при Коробейников идва и отец Фьодор. Във филма самият Бендер влиза в архива, отключвайки вратата, и сам взема описа с разпределението на мебелите. И когато отец Фьодор идва в архива почти по същото време, Бендер, преструвайки се на архивист, му дава опис за подобни столове.
- В романа Бендер и Воробянинов, неспособни да купят столовете на търг, ги получават на части и повечето столове са намерени от мошениците в Москва. Във филма 7 от 11 стола се взаемат от пътуващия театър, а спътниците веднага отварят четирите останали стола.
- В романа отец Фьодор намира инженер Брунс чак в Батуми, след като е обиколил почти половината страна, и след всяко неуспешно пътуване пише писма и телеграми до съпругата си Катерина с молба да изпрати пари. Във филма съпругата на отец Фьодор не се споменава по никакъв начин, а самият отец Фьодор веднага намира Брунс.
- В романа Иполит Матвеевич убива Бендер и отива сам в клуба, където научава ужасната новина, че в стола вече няма диаманти. Във филма Бендер оцелява и след като се провалят, авантюристите продължават да работят заедно, за да си изкарват прехраната чрез дребни измами.

## Интересни факти
- Основните снимки на филма се провеждат в Югославия, докато „Руския Сибир“ се снима във Финландия.
- Основната музикална тема на филма е песента „Hope For The Best – Expect The Worst“, кръстена на руската поговорка („Надявай се за най-доброто, очаквай най-лошото“), текстът на песента е написан от самия Мел Брукс, а музиката е композирана от Джон Морис въз основа на 4 унгарски танца на композитора Йоханес Брамс. По време на гала концерта, посветен на 85-годишнината на Мел Брукс, актьорът Франк Лангела, който играе Остап Бендер във филма, изпълнява тази песен от сцената.
- Филмът съдържа намек за емиграцията на Троцки в края на 20-те години на 20. век – на табелата с името „Улица Маркс-Енгелс-Ленин и Троцки“, името „Троцки“ е задраскано.
- В началните титри заглавието на филма е грешно изписано: „Двенадцать Стчльев“ (вместо буквата „у“ е „ч“). Финалният надпис на руски е без грешки – „Конец“.
- В началото на филма героите говорят със силен руски акцент и понякога използват руски фрази и изрази, но след това постепенно преминават само към правилен английски.
- За този филм Франк Лангела получава наградата на Националния съвет на филмовите критици за най-добра поддържаща мъжка роля, а Мел Брукс е номиниран за наградата на Американския съюз на писателите за най-добра комедия.